# Vaudier
Vaudier (italià Valdieri, piemontès Vaudié) és un municipi italià, situat a la regió del Piemont. L'any 2008 tenia 972 habitants. Està situat a la Val Ges, dins de les Valls Occitanes. Limita amb els municipis d'Aison, lou Borg Sant Dalmatz, Demont, Entraigas, l'Isola (Alps Marítims), Moiòla, Roascha, Rocavion, Sant Martin de Vesúbia (Alps Marítims), Valdeblore (Alps Marítims) i Vinai.
És un centre de turisme termal per les fonts amb aigua sulfurosa que brollen del munt Matto (3088m).